# 24-Stunden-Rennen auf dem Nürburgring 2001

Streckenführung für das 24-Stunden-Rennen ab 1995

Das 29. 24-Stunden-Rennen auf dem Nürburgring fand vom 26. auf den 27. Mai 2001 auf dem Nürburgring statt.

## Rennergebnis
Das Rennen gewann wie bereits 1999 die Mannschaft von Zakspeed Motorsport mit der Chrysler Viper GTS-R. Das Auto pilotierten Peter Zakowski, Michael Bartels und Pedro Lamy. Auf Rang zwei kam der Porsche GT3 des GM-Sports Racing Team mit Gerhard Müller, Gerhard Mannsperger, Wolf Silvester und Kurt Thiim ins Ziel, der dritte Platz ging an Michael Tischner, Wilfried Thal, Lothar Meinerzhagen und Matthias Tischner im BMW M3.
Die Sieger erreichten nach 147 Runden das Ziel und legten dabei eine Renndistanz von 3727,77 km zurück. Von den 214 gestarteten Fahrzeugen erreichten 60 nicht das Ziel.

## Rennverlauf
Lange Zeit galten neben der Viper von Zakspeed die beiden Porsche GT3 von Phoenix Racing als heißeste Anwärter auf den Gesamtsieg. Nachdem beide Autos nach einem Unfall bzw. nach einem technischen Defekt ausfielen, war der Weg für einen zweiten Sieg der Viper frei, die acht Runden Vorsprung vor dem zweitplatzierten Porsche hatte.

## Streckenführung
Seit dem Umbau der Strecke im Jahr 1983 wurde das 24-Stunden-Rennen am Nürburgring ab 1984 auf einer Kombination aus Nordschleife und Grand-Prix-Strecke ausgetragen. Ab 1995 wurde zusätzlich die neue Veedol-Schikane in die Streckenführung integriert.